# Borribles
Borribles sind die zentralen Figuren aus einer dreiteiligen Jugendbuchserie des britischen Autors Michael de Larrabeiti.
Bei den Borribles handelt sich um von zu Hause ausgerissene Kinder, die ein Leben im Verborgenen führen, abseits von den Regeln und Gesetzen der Erwachsenenwelt und der modernen Gesellschaft. Irgendwann hören sie auf zu wachsen, äußerlich bleiben sie von da an in der Gestalt von Zwölfjährigen. Ihre Ohren nehmen eine spitze Form an, das sichere Erkennungszeichen eines Borribles. Ihr Leben bestreiten sie mit Diebstahl und schrecken auch vor Gewalt nicht zurück. Werden einem Borrible die Ohren gestutzt, wächst er zu einem normalen Erwachsenen heran und vergisst das Leben, das er abseits der Gesellschaft geführt hat.
Die Trilogie thematisiert Gewalt und Werteverfall, ohne diese zu beschönigen. Die Dialoge sind unverblümt und durchzogen von Gossenjargon. Die Romane sind stark anti-autoritär  geprägt. Die Erwachsenenwelt wird als zwanghaft und langweilig dargestellt, im scharfen Kontrast zur freiheitlichen und spannenden Borriblewelt. Ebenso wie Strukturiertheit und Organisation wird die materielle Ausrichtung der modernen Gesellschaft verhöhnt und karikiert – obwohl die Borribles besitzlos sind, führen sie ein erfülltes Leben, während die Besitzenden, die materiellen Wohlstand horten, unvermeidlich zu den Schurken der Erzählungen werden. Freundschaft, Loyalität und Zusammenhalt werden als moralische Grundwerte hervorgehoben, die ein Borrible um jeden Preis schützen wird
.

## Borrible-Romane
- Auf zur großen Rumblejagd (orig: The Borribles) 1976
- Im Labyrinth der Wendels (orig: The Borribles go for Broke) 1981
- Die Schleppnetzfahndung (orig: Across the Dark Metropolis) 1986
- Die Borribles (Trilogie in einem Band) 2007, ISBN 978-3-608-93787-9